# Göran Lundström
Göran Lundström, född 10 februari 1939 i Kungsholms församling i Stockholm, är en svensk civilingenjör och journalist, mest känd som "Ingenjör Lundström".
Lundström medverkade under många år på såväl Tekniska mässan, Vetenskapsfestivalen som Teknik-SM. Han har gett ut en bokserie med gör det själv-tips för hemmet samt böcker om teknikexperiment och 3D-bilder. År 2006 introducerade han det lättviktiga cellulosabaserade modelleringsmaterialet luftlera i Sverige. Lundström hade under många år en frågespalt i tidningen Ny Teknik.